# Store in a Cool Place
Store in a Cool Place es el cuarto y último álbum de estudio de la banda neozelandesa Able Tasmans, lanzado en 1995 por Flying Nun Records.

## Lista de canciones[2]
1. "That's Why"
2. "Giant"
3. "Simple"
4. "The Professional"
5. "My Name is Peter Keen"
6. "GG 300"
7. "The Wind Changed"
8. "Dog Whelk 2"
9. "Orenthal's Face"
10. "Ladies & Gentlemen"
11. "Mary Tyler Moore"
12. "Home on the Range"
13. "The Klingon National Anthem"
14. "Parallax"